# Chi Căn lê
Chi Căn lê, tên khoa học Apios, là một chi thực vật có hoa thuộc họ Fabaceae. Nó thuộc phân họ Faboideae.

## Hình ảnh

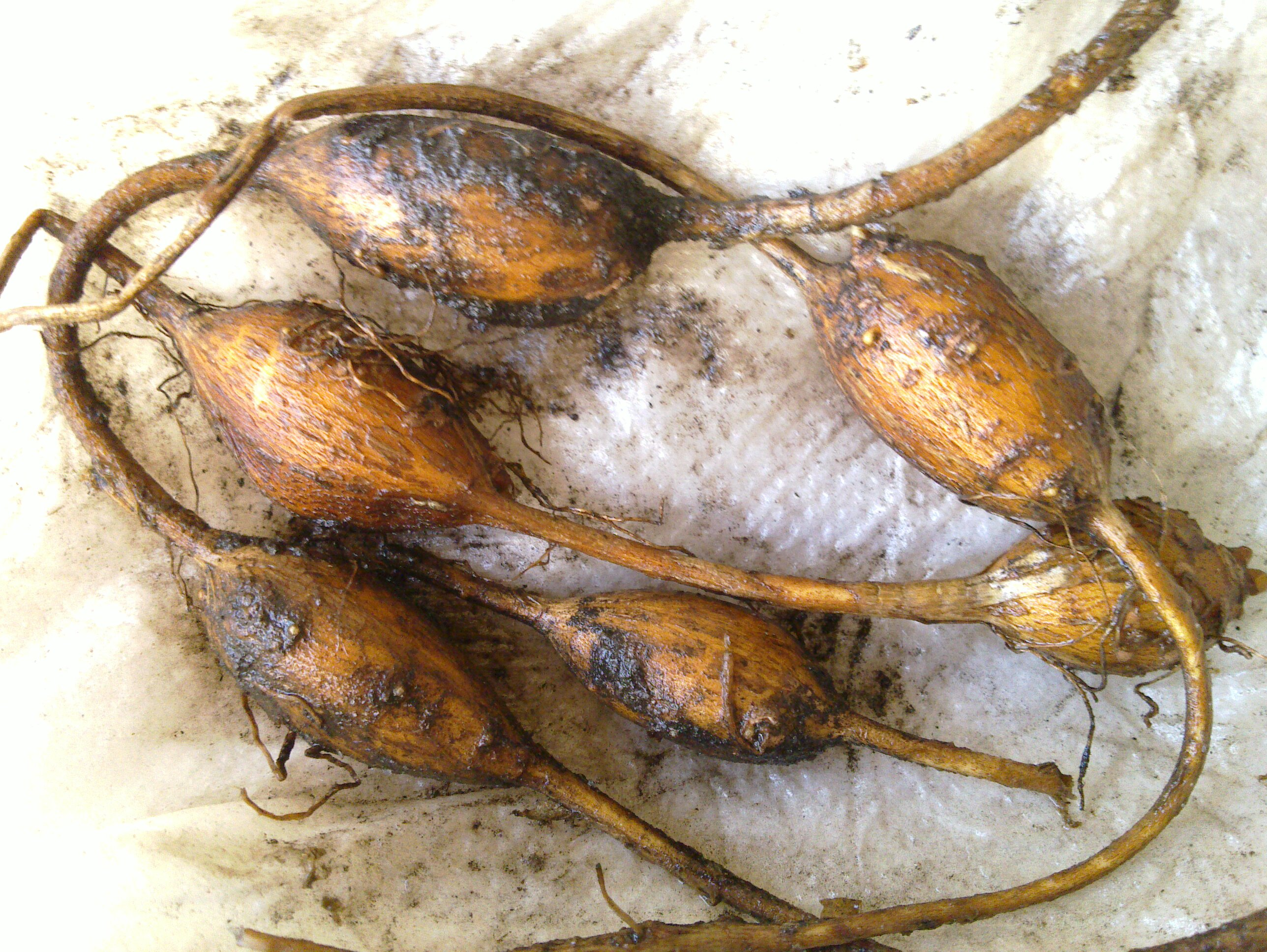
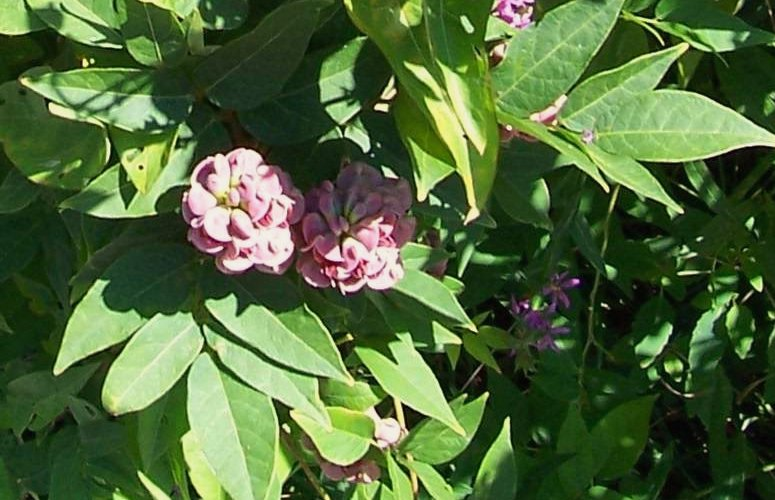
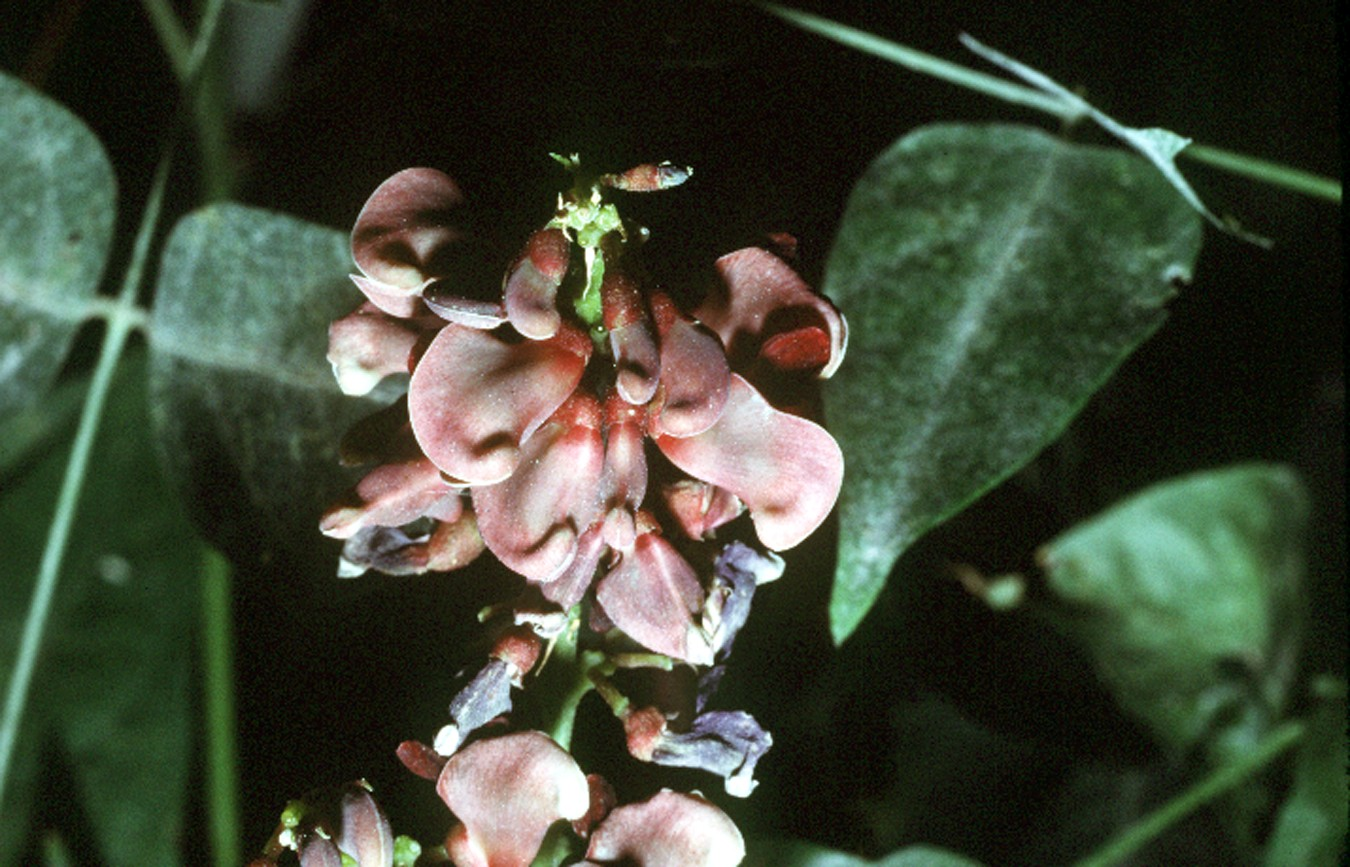